# 22. Screen Actors Guild-gála
A 22. Screen Actors Guild-gála a 2015-ös év legjobb filmes és televíziós alakításait értékelte. A díjátadót 2016. január 30-án tartották a Los Angeles-i Shrine Auditoriumban. A ceremóniát a TNT és a TBS televízióadók egyszerre közvetítették élőben, az észak-amerikai időzóna szerint este nyolc órától. A jelöltek listáját 2015. december 9-én hozták nyilvánosságra.
2015. július 20-án tették közzé, hogy a Screen Actors Guild-életműdíjat Carol Burnett kapja meg.

## Győztesek és jelöltek

### Film
| Legjobb férfi főszereplő | Legjobb férfi főszereplő | Legjobb női főszereplő     | Legjobb női főszereplő |
| --- | --- | -------------------------- | --- |
| | - Leonardo DiCaprio – A visszatérő (Hugh Glass) - Bryan Cranston – Trumbo (Dalton Trumbo) - Johnny Depp – Fekete mis (James "Whitey" Bulger) - Michael Fassbender – Steve Jobs (Steve Jobs) - Eddie Redmayne – A dán lány (Lili Elbe / Einar Wegener) |                            | - Brie Larson – A szoba (Joy "Ma" Newsome) - Cate Blanchett – Carol (Carol Aird) - Helen Mirren – Hölgy aranyban (Maria Altmann) - Saoirse Ronan – Brooklyn (Eilis Lacey) - Sarah Silverman – I Smile Back (Elaine "Laney" Brooks)                |
| Legjobb férfi mellékszereplő | Legjobb férfi mellékszereplő | Legjobb női mellékszereplő | Legjobb női mellékszereplő |
| | - Idris Elba – Hontalan fenevadak (Parancsnok) - Christian Bale – A nagy dobás (Michael Burry) - Mark Rylance – Kémek hídja (Rudolf Abel) - Michael Shannon – 99 otthon (Rick Carver) - Jacob Tremblay – A szoba (Jack Newsome)                       |                            | - Alicia Vikander – A dán lány (Gerda Wegener) - Rooney Mara – Carol (Therese Belivet) - Rachel McAdams – Spotlight – Egy nyomozás részletei (Sacha Pfeiffer) - Helen Mirren – Trumbo (Hedda Hopper) - Kate Winslet – Steve Jobs (Joanna Hoffman) |
| Legjobb szereplőgárda (mozifilm) | |                            | |
| - Spotlight – Egy nyomozás részletei – Billy Crudup, Brian d'Arcy James, Michael Keaton, Rachel McAdams, Mark Ruffalo, Liev Schreiber, John Slattery, Stanley Tucci - Hontalan fenevadak – Abraham Attah, Kurt Egyiawan, Idris Elba - A nagy dobás – Christian Bale, Steve Carell, Ryan Gosling, Melissa Leo, Hamish Linklater, John Magaro, Brad Pitt, Rafe Spall, Jeremy Strong, Marisa Tomei, Finn Wittrock - Egyenesen Comptonból – Neil Brown Jr., Paul Giamatti, Corey Hawkins, Aldis Hodge, O’Shea Jackson Jr., Jason Mitchell - Trumbo – Adewale Akinnuoye-Agbaje, Louis C.K., Bryan Cranston, David James Elliott, Elle Fanning, John Goodman, Diane Lane, Helen Mirren, Michael Stuhlbarg, Alan Tudyk | |                            | |
| Legjobb kaszkadőrgárda (mozifilm) | |                            | |
| - Mad Max – A harag útja - Everest - Halálos iramban 7. - Jurassic World - Mission: Impossible – Titkos nemzet | |                            | |

### Televízió
| Legjobb színész (minisorozat vagy tévéfilm) | Legjobb színész (minisorozat vagy tévéfilm) | Legjobb színésznő (minisorozat vagy tévéfilm) | Legjobb színésznő (minisorozat vagy tévéfilm) |
| --- | --- | --------------------------------------------- | --- |
| | - Idris Elba – Luther (John Luther) - Ben Kingsley – Az ifjú fáraó (Ay) - Ray Liotta – Texas felemelkedése (Lorca / Tom Mitchell) - Bill Murray – A Very Murray Christmas (Önmaga) - Mark Rylance – Farkasbőrben (Thomas Cromwell)              |                                               | - Queen Latifah – Bessie (Bessie Smith) - Nicole Kidman – Grace – Monaco csillaga (Grace Kelly) - Christina Ricci – The Lizzie Borden Chronicles (Lizzie Borden) - Susan Sarandon – Marilyn Monroe titkos élete (Gladys Mortenson) - Kristen Wiig – The Spoils Before Dying (Delores DeWinter) |
| Legjobb színész (drámasorozat) | Legjobb színész (drámasorozat) | Legjobb színésznő (drámasorozat)              | Legjobb színésznő (drámasorozat) |
| | - Kevin Spacey – Kártyavár (Francis Underwood) - Peter Dinklage – Trónok harca (Tyrion Lannister) - Jon Hamm – Mad Men – Reklámőrültek (Don Draper) - Rami Malek – Mr. Robot (Elliot Alderson) - Bob Odenkirk – Better Call Saul (Jimmy McGill) |                                               | - Viola Davis – Hogyan ússzunk meg egy gyilkosságot? (Annalise Keating) - Claire Danes – Homeland – A belső ellenség (Carrie Mathison) - Julianna Margulies – A férjem védelmében (Alicia Florrick) - Maggie Smith – Downton Abbey (Violet) - Robin Wright – Kártyavár (Claire Underwood)      |
| Legjobb színész (vígjátéksorozat) | Legjobb színész (vígjátéksorozat) | Legjobb színésznő (vígjátéksorozat)           | Legjobb színésznő (vígjátéksorozat) |
| | - Jeffrey Tambor – Transparent (Maura Pfefferman) - Ty Burrell – Modern család (Phil Dunphy) - Louis C.K. – Louie (Louie) - William H. Macy – Shameless – Szégyentelenek (Frank Gallagher) - Jim Parsons – Agymenők (Dr. Sheldon Cooper)        |                                               | - Uzo Aduba – Narancs az új fekete (Suzanne "Crazy Eyes" Warren) - Edie Falco – Jackie nővér (Jackie Peyton) - Ellie Kemper – A megtörhetetlen Kimmy Schmidt (Kimmy Schmidt) - Julia Louis-Dreyfus – Alelnök (Selina Meyer) - Amy Poehler – Városfejlesztési osztály (Leslie Knope)            |
| Legjobb szereplőgárda (drámasorozat) | |                                               | |
| - Downton Abbey – Hugh Bonneville, Laura Carmichael, Jim Carter, Raquel Cassidy, Brendan Coyle, Tom Cullen, Michelle Dockery, Kevin Doyle, Joanne Froggatt, Lily James, Rob James-Collier, Allen Leech, Phyllis Logan, Elizabeth McGovern, Sophie McShera, Lesley Nicol, Julian Ovenden, David Robb, Maggie Smith, Penelope Wilton - Trónok harca – Alfie Allen, Ian Beattie, John Bradley-West, Gwendoline Christie, Emilia Clarke, Michael Condron, Nikolaj Coster-Waldau, Ben Crompton, Liam Cunningham, Stephen Dillane, Peter Dinklage, Natalie Dormer, Nathalie Emmanuel, Tara Fitzgerald, Jerome Flynn, Brian Fortune, Joel Fry, Aidan Gillen, Iain Glen, Kit Harington, Lena Headey, Michiel Huisman, Hannah Murray, Brenock O'Connor, Daniel Portman, Iwan Rheon, Owen Teale, Sophie Turner, Carice van Houten, Maisie Williams, Tom Wlaschiha - Homeland – A belső ellenség – F. Murray Abraham, Atheer Adel, Claire Danes, Alexander Fehling, Rupert Friend, Nina Hoss, René David Ifrah, Mark Ivanir, Sebastian Koch, Miranda Otto, Mandy Patinkin, Sarah Sokolovic - Kártyavár – Mahershala Ali, Derek Cecil, Nathan Darrow, Michael Kelly, Elizabeth Marvel, Molly Parker, Jimmi Simpson, Kevin Spacey, Robin Wright - Mad Men – Reklámőrültek – Sola Bamis, Stephanie Drake, Jay R. Ferguson, Bruce Greenwood, Jon Hamm, Christina Hendricks, January Jones, Vincent Kartheiser, Elisabeth Moss, Kevin Rahm, Kiernan Shipka, John Slattery, Rich Sommer, Aaron Staton, Mason Vale Cotton | |                                               | |
| Legjobb szereplőgárda (vígjátéksorozat) | |                                               | |
| - Narancs az új fekete – Uzo Aduba, Mike Birbiglia, Marsha Stephanie Blake, Danielle Brooks, Laverne Cox, Jackie Cruz, Catherine Curtin, Lea Delaria, Beth Fowler, Kimiko Glenn, Annie Golden, Diane Guerrero, Michael J. Harney, Vicky Jeudy, Lauren Lapkus, Selenis Leyva, Taryn Manning, Joel Marsh Garland, Adrienne C. Moore, Kate Mulgrew, Emma Myles, Matt Peters, Lori Petty, Jessica Pimentel, Dascha Polanco, Laura Prepon, Elizabeth Rodriguez, Ruby Rose, Nick Sandow, Abigail Savage, Taylor Schilling, Constance Shulman, Dale Soules, Yael Stone, Samira Wiley - Agymenők – Mayim Bialik, Kaley Cuoco, Johnny Galecki, Simon Helberg, Kunal Nayyar, Jim Parsons, Melissa Rauch - Key & Peele – Keegan-Michael Key, Jordan Peele - Modern család – Aubrey Anderson-Emmons, Julie Bowen, Ty Burrell, Jesse Tyler Ferguson, Nolan Gould, Sarah Hyland, Ed O’Neill, Rico Rodriguez, Eric Stonestreet, Sofía Vergara, Ariel Winter - Transparent – Alexandra Billings, Carrie Brownstein, Jay Duplass, Kathryn Hahn, Gaby Hoffmann, Cherry Jones, Amy Landecker, Judith Light, Hari Nef, Emily Robinson, Jeffrey Tambor - Alelnök – Diedrich Bader, Sufe Bradshaw, Anna Chlumsky, Gary Cole, Kevin Dunn, Tony Hale, Hugh Laurie, Julia Louis-Dreyfus, Phil Reeves, Sam Richardson, Reid Scott, Timothy Simons, Sarah Sutherland, Matt Walsh | |                                               | |
| Legjobb kaszkadőrgárda (televízió) | |                                               | |
| - Trónok harca - Feketelista - Homeland – A belső ellenség - Daredevil - The Walking Dead | |                                               | |

### Screen Actors Guild-életműdíj
- Carol Burnett

## In Memoriam
A gála "in memoriam" szegmense az alábbi, 2015-ben elhunyt személyekről emlékezett meg:
- Omar Sharif
- Anita Ekberg
- Theodore Bikel
- Betsy Palmer
- Taylor Negron
- Anne Meara
- Rod Taylor
- Dean Jones
- Wayne Rogers
- Pat Harrington Jr.
- Marge Royce
- Martin Milner
- Donna Douglas
- Stan Freberg
- Windell Middlebrooks
- George Coe
- John Connell
- Christopher Lee
- Lizabeth Scott
- Dickie Moore
- Roger Rees
- Louis Jourdan
- Gary Owens
- Dick Van Patten
- Geoffrey Lewis
- Richard Dysart
- David Bowie
- Paul Napier
- Elizabeth Wilson
- Jack Larson
- Natalie Cole
- Judy Carne
- Robert Loggia
- Jayne Meadows
- Alex Rocco
- Al Molinaro
- Patrick Macnee
- Fred Dalton Thompson
- David Canary
- Marjorie Lord
- Maureen O’Hara
- Alan Rickman
- Leonard Nimoy

## Fordítás
- Ez a szócikk részben vagy egészben  a(z)   22nd Screen Actors Guild Awards című angol Wikipédia-szócikk fordításán alapul.  Az eredeti cikk szerkesztőit annak laptörténete sorolja fel. Ez a jelzés csupán a megfogalmazás eredetét és a szerzői jogokat jelzi, nem szolgál a cikkben szereplő információk forrásmegjelöléseként.